# Le Passage (Lot y Garona)
 Le Passage  (también llamada Le Passage d'Agen) es una población y comuna francesa, en la región de Aquitania, departamento de Lot y Garona, en el distrito de Agen y cantón de Agen-Ouest.

## Demografía
| 5669 | 6746 | 7862 | 8553 | 8875 | 8827 |
| Para los censos de 1962 a 1999 la población legal corresponde a la población sin duplicidades (Fuente: INSEE [Consultar]) |      |      |      |      |      |